# Johnny Beun
Johnny Beun was van 1969 tot 1973 een Nederlandse voetballer van BV De Graafschap in Doetinchem. Beun was een vrije verdediger. Zijn eerste trainer op De Vijverberg was Ad Zonderland, evenals hij afkomstig van JOS (Amsterdam).